# Глокая куздра
«Гло́кая ку́здра ште́ко будлану́ла бо́кра и курдя́чит бокрёнка» — искусственная фраза на основе русского языка, в которой все корневые морфемы заменены на бессмысленные сочетания звуков.
Несмотря на это, общий смысл фразы понятен: некоторая определённым образом характеризуемая сущность женского рода что-то сделала определённым образом с другим существом мужского пола, а затем начала (и продолжает до настоящего момента) делать что-то другое с его детёнышем (или более мелким представителем того же вида). Фраза создана для иллюстрации того, что многие семантические признаки слова можно понять из его морфологии.

## История
Пример был предложен академиком Л. В. Щербой и использовался на вводных лекциях к курсу «Основы языкознания». Широкую известность эта фраза приобрела после публикации в 1936 году в журнале «Пионер» очерка «Глокая куздра», вошедшего позже в научно-популярную книгу Льва Успенского «Слово о словах».
Согласно устному рассказу И. Л. Андроникова, исходно (в конце 1920-х годов) фраза звучала: «Кудматая бокра штеко будланула тукастенького бокрёночка».
Академик А. М. Панченко на одной из своих лекций заявил, что исходная фраза звучала так: «Глокая куздра штеко кудланула бокра и курдячит бокрёнка». В этом случае обе глагольные формы выглядят более родственными, а перестановка букв во втором глаголе «курдячит» ещё больше обессмысливает его.
Сам Щерба произносил фразу в разное время по-разному, и точное подтверждение изначального варианта, судя по всему, невозможно.

## Аналоги на других языках
- Ещё в декабре 1863 года Льюис Кэрролл после любительского спектакля «Альфред Великий» прочёл гостям четверостишие (состояло целиком из несуществующих слов, за исключением служебных, чем формально было родственно «глокой куздре»), которое позже использовал как первую и последнюю строфу баллады «Бармаглот», приведённой в книге «Алиса в Зазеркалье». «Бармаглот» — вероятно, самая известная попытка ввести в язык несуществующие слова, подчиняющиеся, тем не менее, всем законам языка. То же проделал нобелевский лауреат Ричард Фейнман на детском утреннике, прочитав «стихотворение» из набора созвучных «слов». Когда потом присутствовавшие взрослые спросили его, была ли это латынь или итальянский, тот ответил, что спросить надо у детей, «они сразу поняли, какой это язык»[2].
- В середине XX века американский лингвист Чарльз Фриз изучал восприятие аналогичного текста (Woggles ugged diggles) студентами и преподавателями.
- В английском языке аналогом «глокой куздры» является придуманная Генри Глисоном-младшим фраза The iggle squiggs trazed wombly in the harlish hoop. Морфологические признаки (окончания, суффиксы и служебные слова) позволяют носителю языка получить определённое представление о содержании этого предложения из несуществующих слов, которое может быть сформулировано как «Нечто/некто (мн. ч.) такие-то некоим образом совершали действие в чём-то таком»[3].
- В грузинском языке в аналогичных случаях используется фраза მეცხატემ ჩაწყანური ღუმფები დაასაჭყანა [mets’khatem ch’atsqanuri ghump’ebi daasachqana], также использующая несуществующие корневые формы (при этом созданные с учетом часто встречающихся грузинских фонем). Фраза воспринимается как «Некто (მეცხატე [mets’khate], подразумевается его профессиональная принадлежность либо функция) произвёл некие действия (დაასაჭყანა [daasachqana]) с предметами (ღუმფები [ghump’ebi]), имеющими определённую характеристику (ჩაწყანური [ch’atsqanuri])».

## Использование в переводе
В новом переводе сказок Кэрролла про Алису, сделанном Евгением Клюевым и вышедшем в 2018 году в издательстве «Самокат», начало кэролловского «Бармаглота» переведёно с привлечением щербовских образов:

Чайнело… Мильные бокры

Юлись и дрырлись к поросе,

И глокой куздры развихры

Курдячились по белесе.
— Л.Кэрролл. Алиса за зеркалом. Пер. Е. Клюева 